# Zyginidia rostrata
Zyginidia rostrata är en insektsart som beskrevs av Aleksey A. Zachvatkin 1937. Zyginidia rostrata ingår i släktet Zyginidia och familjen dvärgstritar.
Artens utbredningsområde är Turkiet. Inga underarter finns listade i Catalogue of Life.